# Amomum nagamiense
Amomum nagamiense là một loài thực vật có hoa trong họ Gừng. Loài này được Thomas V. P. và Mamiyil Sabu mô tả khoa học đầu tiên năm 2019.

## Phân bố
Loài này có ở bang Nagaland, Ấn Độ.

## Mô tả
Loài này có những điểm tương đồng với A. maximum như có lưỡi bẹ hai thùy, hoa màu trắng và thân rễ không phải dạng thân bò, nhưng khác ở kiểu phát triển thanh mảnh, phiến lá nhẵn nhụi, lưỡi bẹ với đỉnh thuôn tròn, lá bắc con nhỏ, không tàn rụi, thùy tràng hoa ở lưng tù, thùy bao phấn có lông tơ và quả có gờ.